# 拉奎特河
拉奎特河（英語：Raquette River），源於美國紐約州阿第倫達克山脈的拉奎特湖，全長146英里（235），是紐約州第三長的河流。
拉奎特河是划獨木舟的熱點。沿河設置了27所水力發電站，由布魯克菲爾德電力負責營運，總發電量為181百萬瓦。